# Bandera de Suècia
La bandera de Suècia està formada per una base blava amb una creu nòrdica de color daurat. La norma actual que regula els colors i la composició de la bandera sueca és la de la Llei de Banderes de 1982.
L'antiguitat de la bandera sueca no ha pogut ser determinada amb exactitud. Des del segle xvi, està documentat l'ús del símbol de la bandera blava amb la creu daurada. Segons una ordre reial de 1569, la creu daurada havia de figurar sempre en les senyeres sueques, ja que l'escut reial tenia aquesta creu sobre un camp blau. El model de la bandera fou, en realitat, la Bandera de Dinamarca, d'on provenen també els colors de l'escut del rei. Les primeres proves de l'ús de l'ensenya amb aquests colors i la creu nòrdica és a les naus sueques i daten de la dècada de 1630, és a dir, quan regnava Gustau II Adolf.
Segons la Llei de Banderes més antiga que existeix a Suècia i que data de 1663, cal usar la bandera de tres puntes, excepte als vaixells mercants, on s'ha d'usar una bandera amb el contorn rectangular.
Durant els anys que van de 1844 a 1905, els vaixells de la marina mercant van usar una bandera que combinava els colors de la bandera de Noruega i la de Suècia, que llavors estaven políticament unides.
Des de 1916 s'ha celebrar la Diada de la Bandera Nacional el 6 de juny i que a partir de 1983 es va convertir en el dia de la festa nacional. S'ha escollit aquesta data per dues raons: Gustau Vasa fou elegit rei aquesta data de l'any 1523 i fou el rei que va assentar les bases del país. El mateix dia de 1809 va entrar en vigor a Suècia una nova llei fonamental sobre la forma de govern, que, entre altres coses, va establir llibertats i drets per als ciutadans.
La bandera sol ser hissada oficialment a les 8 del matí entre l'1 de març i el 31 d'octubre, i durant la resta de l'any ho és a les 9 del matí. S'arria a la posta del sol. Si la bandera està il·luminada pot restar hissada durant la nit. Hi ha uns dies festius en els quals és obligatori hissar la bandera.
Hi ha versions de la bandera nacional que acaben en tres puntes i són usades per l'exèrcit i la família reial. Les bandera que usa la Casa Reial Sueca tenen l'escut del país al centre de la bandera.
Els colors de la bandera sueca han inspirat el logotip de la marca comercial Ikea.

## Banderes històriques

Antiga bandera de Suècia durant la unió amb Noruega (1844-1905)
Bandera sueca de la marina mercant (1844-1905), durant el període d'unió amb Noruega